# Gare de Berlin-Lichterfelde-Sud
La gare de Berlin-Lichterfelde-Sud est une gare ferroviaire à Berlin, dans le quartier de Lichterfelde.

## Histoire
Alors que Lichterfelde avait déjà enregistré un accroissement de la construction au cours de ses années de fondation, le développement à Giesensdorf (qui fait aujourd'hui partie de Lichterfelde-Sud) est toujours en cours. Au début des années 1890, un autre quartier de villas doit être construit le long de la ligne de Berlin à Halle. La Volksbau-Gesellschaft, qui a acquis le terrain correspondant à Giesensdorf, demande en 1893 la création d'un point d'arrêt sur la route menant au développement des zones parcellisées. Cependant, la demande initiale d'extension du trafic de banlieue de Lichterfelde à ce point n'est pas satisfaite, le trafic est limité à quelques trains longue distance. Comme Giesensdorf et Lichterfelde fusionnent en la commune rurale de Groß-Lichterfelde dès 1878, l'arrêt est rebaptisé « Groß-Lichterfelde Süd », la gare de Lichterfeld  « Groß-Lichterfelde Ost ». La construction de la ligne de Berlin à Halle 1901 et son électrification en 1903 ne sont que pour Groß-Lichterfelde Ost. Gross-Lichterfelde Süd restait une gare longue distance avec deux quais latéraux.
Avec l'acte du Grand Berlin en 1920, les limites de la ville de la capitale sont déplacées peu après Lichterfelde Süd. En 1925, la gare prend le nom de Lichterfelde Süd. Il est classé comme une gare longue distance et donc à des tarifs nettement plus élevés. Ce n'est qu'en 1938, en tant que l'une des derniers du Grand Berlin, qu'elle est incluse dans le tarif suburbain de Berlin.
À l’époque du Troisième Reich, on prévoit dans le cadre de la Welthauptstadt Germania un prolongement des voies de banlieue reliant Lichterfelde-Sud et Teltow à Trebbin, une nouvelle ligne vers Stahnsdorf, qui serait reliée à ligne en direction de Wannsee (de).
La gare est reconstruite en 1942-1943 et dotée de deux plates-formes centrales pour le trafic du S-Bahn, tandis que les lignes ferroviaires principales fonctionnent désormais sans arrêt.
Après la fin de la Seconde Guerre mondiale, le trafic longue distance est progressivement réduit, notamment parce que Berlin-Ouest n'est accessible que par un réseau de transport longue distance. La capacité libérée permet d'électrifier une voie longue distance et ainsi accroître le trafic S-Bahn vers Teltow. Le 7 juillet 1951, la section de 2,6 kilomètres est ouverte à la circulation. Les trains changent derrière la gare sur la ligne principale et vont sur une seule voie dans la campagne.
Cependant, dans la nuit du 12 au 13 août 1961, au moment de la construction du mur de Berlin, Lichterfelde-Sud redevient le terminus des trains S-Bahn le long de la ligne de Berlin à Halle. Peu de temps après la fermeture de la frontière, le trajet est à nouveau rétabli pour un transfert d'un train garé à Teltow.
Après la grève de la Deutsche Reichsbahn en 1980, le trafic longue distance est repris par la Berliner Verkehrsbetriebe en 1984. Les installations ferroviaires sont inutilisées et délabrées, seul le bâtiment de surveillance est transformé en salle de danse.
Après la réunification de l'Allemagne, la remise en service de la ligne de Berlin à Halle est envisageable. En 1995 et 1998, la remise en service du S-Bahn a lieu à partir de la gare de Berlin-Priesterweg (de). À Lichterfelde Süd, les travaux débutent en 1997, un an avant l’ouverture. L'ancienne plate-forme B est démolie et une nouvelle plate-forme centrale est construite à sa place. Sur la plate-forme A, cependant, les anciennes structures et la boîte de signalisation sont conservées. Le 28 septembre 1998, les premiers trains en provenance de Lichterfelde-Est peuvent s'arrêter à la gare. Le 24 février 2005, le trajet est finalement étendu à Teltow.

## Service des voyageurs

### Desserte

Installations de la gare
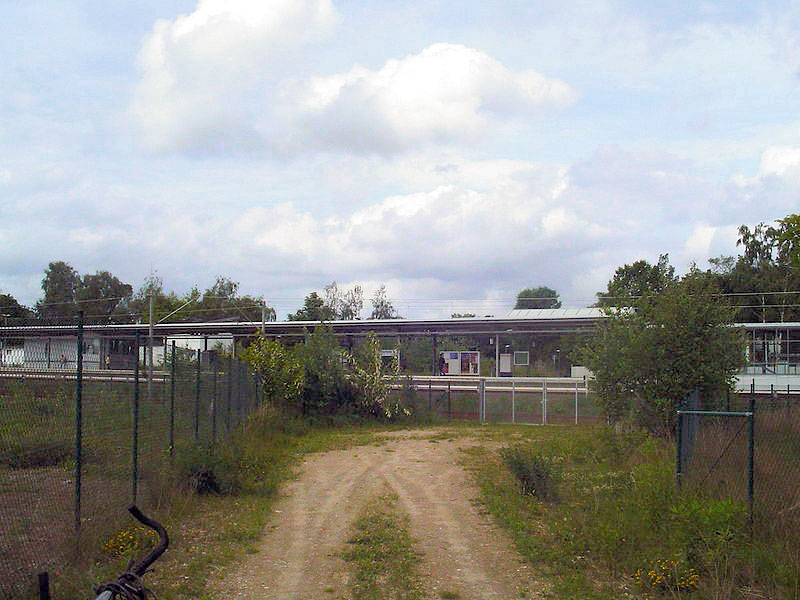
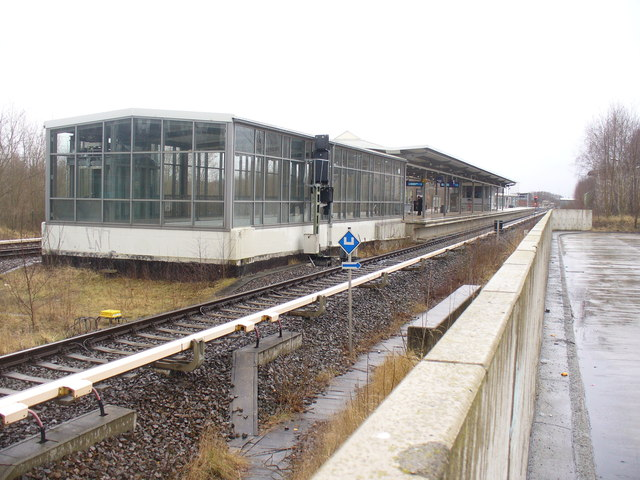
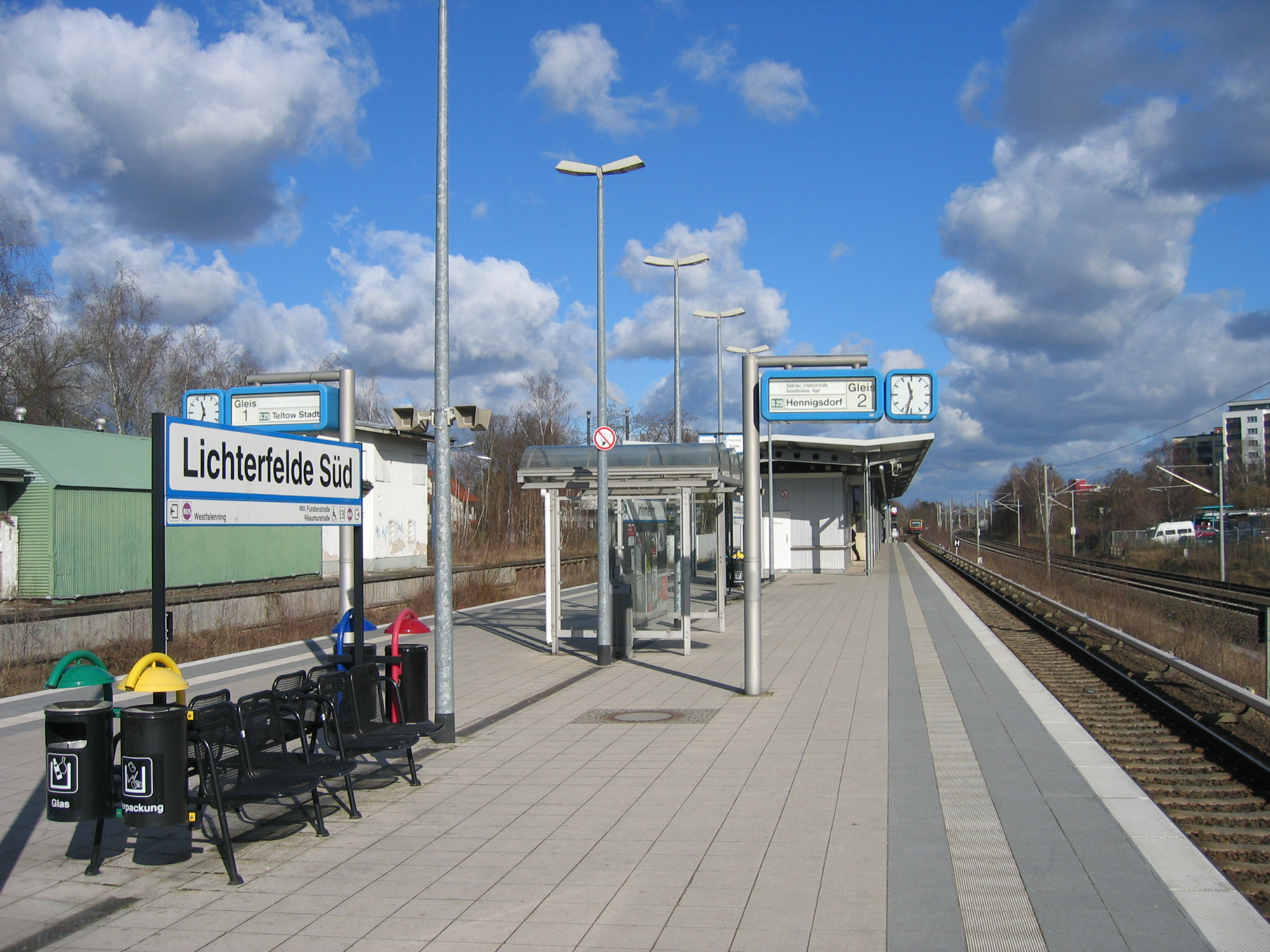

### Intermodalité
La gare est en correspondance avec le réseau de la BVG. Ici commencent ou finissent plusieurs lignes de bus :
- M85 (S Lichterfelde Süd – S+U Hauptbahnhof) ;
- 186 (S Lichterfelde Süd – S Grunewald) ;
- 284 (S Lichterfelde Süd – S+U Rathaus Steglitz (de)).